# Лунхуасы

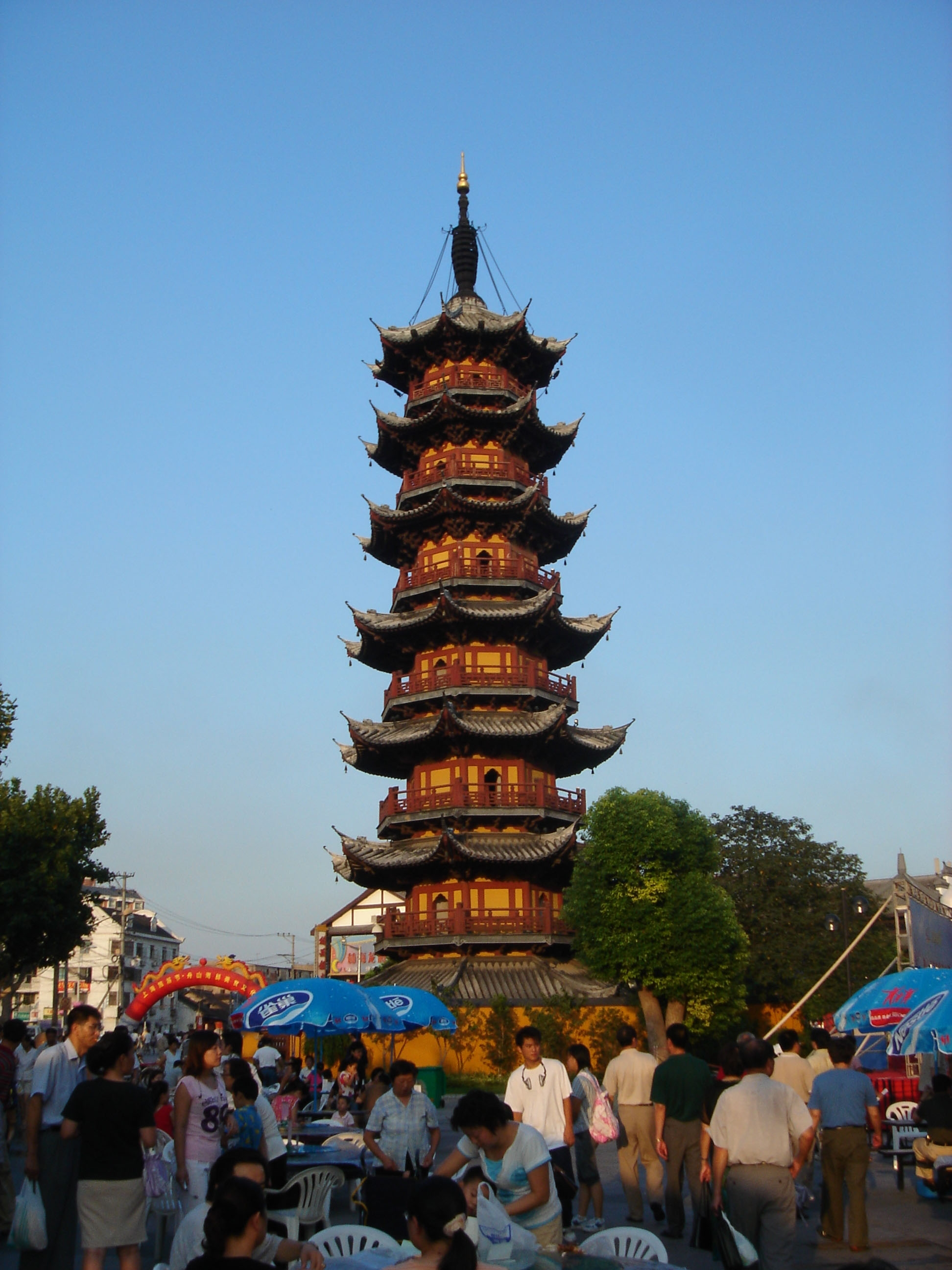
Пагода храма 40.4 м высотой

Храм Лунхуа (кит. трад. 龍華寺, упр. 龙华寺, пиньинь Lónghúa sì, палл. Лунхуа сы) — один из наиболее примечательных и самый большой (более 20 000 м²) буддийский храм Шанхая.

## История
Построен в период с 242 по 247 год н. э. в период эпохи Троецарствия. Был уничтожен во время войны и снова восстановлен в 977 году при династии Сун вместе с пагодой 40,4 метров высотой. Храм построен в архитектурном стиле чань-буддизма и имеет пять павильонов. Последний раз храм реставрировался в 1954 году.

## Павильоны
- Зал Майтрейи (Mile Dian) с его статуей.
- Зал Небесных царей (Tianwang Dian) с их статуями.
- Главный зал Великого Мудреца (Daxiong Baodian) со статуей Будды Шакьямуни.
- Зал Трёх Мудрецов (San Sheng Dian) со статуями будды Амитабхи и сопровождающими его бодхисаттвами Авалокитешварой и Махастхамапраптой.
- Зал Настоятеля (Fangzhang Shi) для лекций и формальных встреч.
- Дом Трипитаки (Цзанцзинлоу), в котором хранится Китайский буддийский канон.